# Комиссарова, Оксана Валерьевна
Оксана Валерьевна Комиссарова (15 ноября 1964) — советская пловчиха. Чемпионка и рекордсменка СССР в плавании вольным стилем. Мастер спорта СССР международного класса. 

## Биография
Родилась 15 ноября 1964 года. 
Специализировалась в плавании вольным стилем.
На чемпионате СССР 1979 года стала чемпионкой на дистанции 800 м и бронзовым призёром на дистанции 400 м вольным стилем. 
В 1980 году дважды была второй на зимнем чемпионате СССР (400 и 800 м в/ст).
В 1981 году победила на зимнем первенстве страны на дистанции 800 м вольным стилем. Летом на чемпионате страны была третьей на этой дистанции. 
Бронзовый призёр Кубка мира 1979 года на 800 м в/с.
На XXII Олимпийских играх 1980 года в Москве заняла пятое место на дистанции 800 м вольным стилем. 
Активно и успешно выступала в ветеранских соревнованиях. Мать пятерых детей, работала инструктором по физкультуре.